# Underclocking
Underclocking, também chamado de downclocking, é um processo onde ocorre a diminuição da velocidade do processador. Esse processo, normalmente, é aplicado com o intuito de diminuir o consumo de energia pelo processador ou diminuir o aquecimento do mesmo.

## Underclock em aparelhos celulares
O underclocking é aplicado em grande escala nos aparelhos portáteis, principalmente em smartphones, onde o usuário busca maximizar a duração da bateria.
O underclock também é combinado com o overclock, onde, quando o aparelho está em inatividade, é diminuída a velocidade do processador, e, quando o aparelho está sendo usado, acontece o incremento da velocidade do mesmo.

## Underclock em notebook
O princípio de usar o underclock em notebooks, é justamente para diminuir a velocidade do mesmo e aumentar a durabilidade da bateria, no entanto em notebooks esse processo e raramente utilizado, pois, os computadores usam programas muitos pesados que normalmente não vão funcionar sob baixo processamento, e outro motivo é que acaba levando mais tempo para ele iniciar e consequentemente mais bateria para abri-lo.